# Trisching

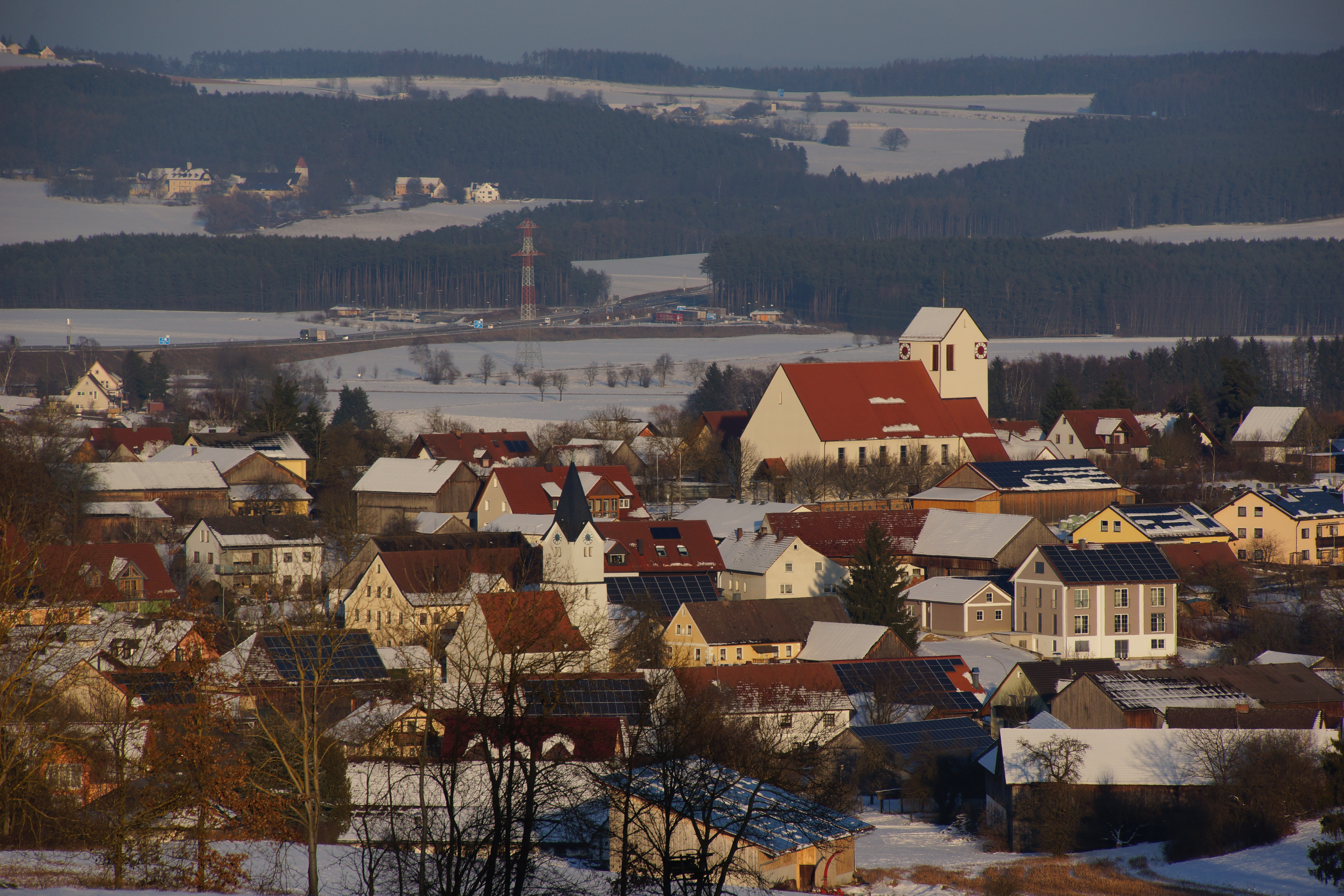
Trisching

Trisching ist ein Gemeindeteil der Gemeinde Schmidgaden im Oberpfälzer Landkreis Schwandorf mit circa 700 Einwohnern.

## Geschichte
Der Name des Ortes dürfte sich von Dreschen ableiten. Der bayerische Herzog Ludwig der Strenge aus dem Hause Wittelsbach erwarb 1271 die Herrschaft „Driesching“. Trisching war bis 1728 der Pfarrei Rottendorf zugehörig. 
In der Nachkriegszeit wurde 1948 ein Schulneubau unternommen. Ebenfalls existierte zu dieser Zeit ein Braunkohlenwerk und eine Ziegelhütte.
Einst war Trisching eine selbstständige Gemeinde und kam 1972 im Rahmen der Gebietsreform in Bayern zur Gemeinde Schmidgaden. Als letzter Bürgermeister der selbstständigen Gemeinde Trisching wirkte von 1969 bis 1971 Johann Bücherl. 
Eine Dorferneuerung und eine Flurbereinigung wurde ab 1984 durchgeführt, wobei auch die Flurdenkmäler renoviert wurden. Am Südrand die Ortschaft wurde das Landschaftsschutzgebiet Magdalenental geschaffen.

## Denkmäler und Historische Gebäude

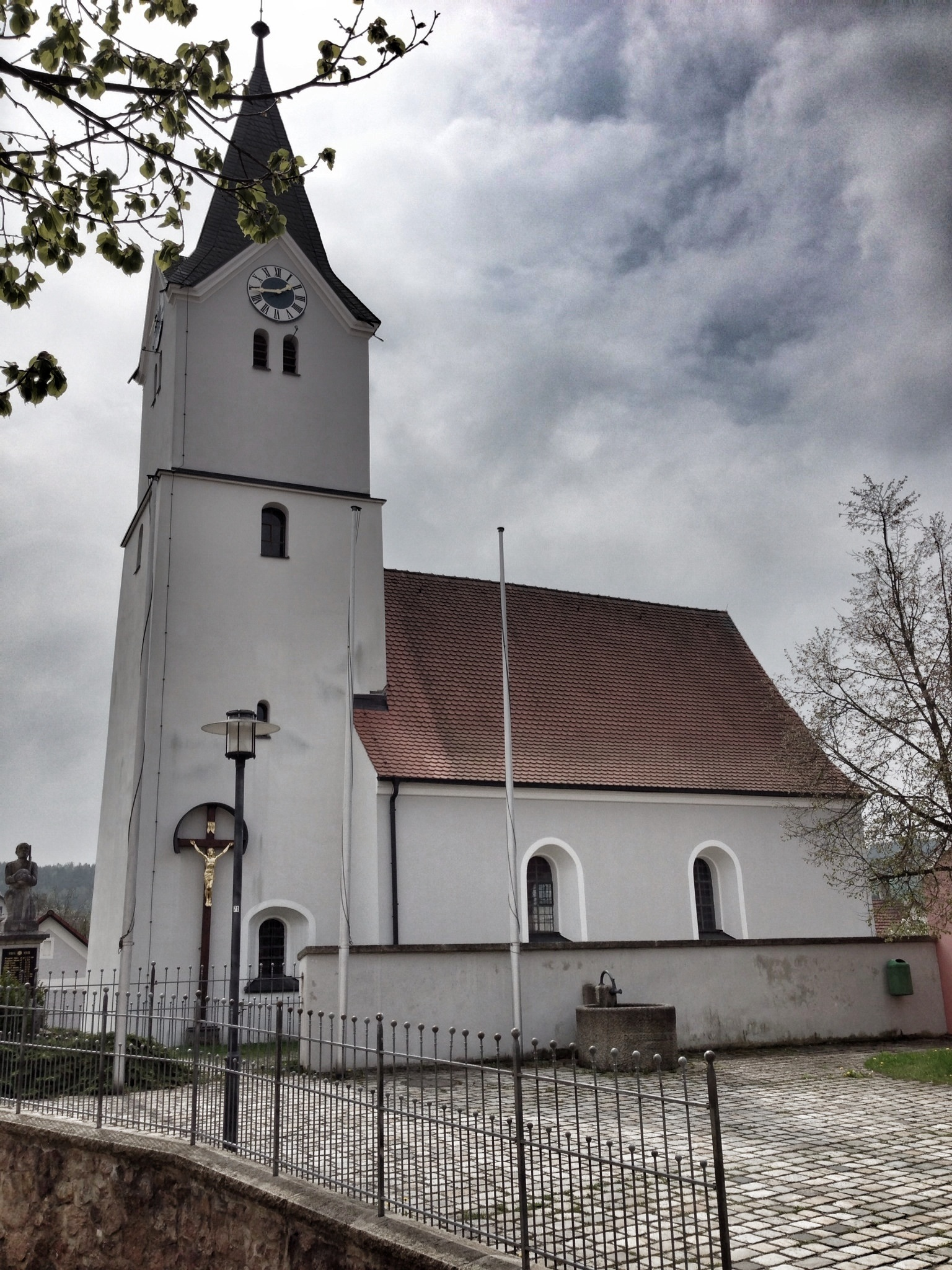
Sankt-Nikolaus-Kirche

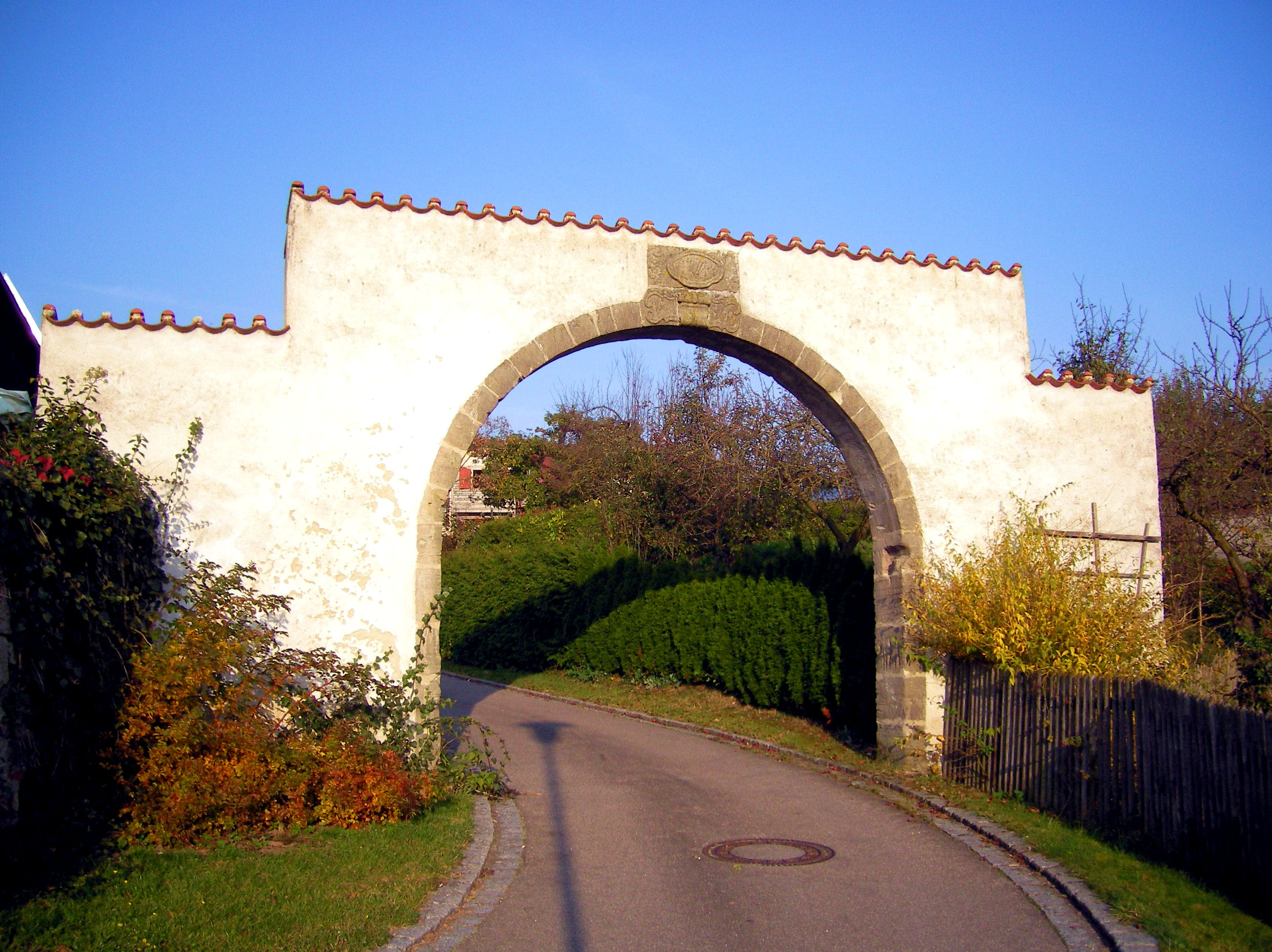
Rundbogiges Steingewände (Torbogen)

- Am Dorfplatz dominiert die katholische Sankt Nikolaus-Kirche, aus dem 14. oder 15. Jahrhundert. Das Gotteshaus mit 40 Sitzplätzen entstand aus einem gotischen Gebäude, das im Laufe der Zeit stark umgestaltet wurde. 1628 kam es zum Einsturz des Kirchturms.[2] Der Chor im Ostturm mit dem Kreuzgewölbe ist dem 17. Jahrhundert zuzurechnen. Der Hochaltar stammt aus der Zeit um 1730, die Kanzel mit einem Rokoko-Muschelwerk aus der zweiten Hälfte des 18. Jahrhunderts. Das älteste Gebäude Trischings wurde zwischen 1998 und 2003 umfassend renoviert.[3]
- Weiterhin befindet sich im Ortsteil die 1962 erbaute Kirche Mariä Unbefleckte Empfängnis.[4][5]
- Des Weiteren befindet sich auch ein altes rundbogiges Steingewände, welches aus dem 18. Jahrhundert stammt, in der Magdalenentalstraße.
- Im Norden, direkt am Schwärzerbach gelegen, liegen die Überreste der Schwärzermühle.
- Ebenfalls nördlich, Richtung Rottendorf, unterhalb des Grafenberges befindet sich ein urnenfelderzeitliche Siedlung sowie ein vorgeschichtlicher Grabhügel.[6]

## Verkehr und Wirtschaft
Die Bundesautobahn 6 (Nürnberg-Prag) führt mit eigener Anschlussstelle direkt an Trisching vorbei. Nahe der Autobahnanschlussstelle wurde ein Industrie- und Gewerbegebiet geschaffen. 
Die Staatsstraße 2040 geht durch Trisching in Ost-West-Richtung. Die Kreisstraße SAD 25 führt nach Norden (Rottendorf) zur AS 33 und nach Süden (Wolfring) zur Staatsstraße St 2151.